# Damen Group
Damen Group est un conglomérat néerlandais de défense, de construction navale et d'ingénierie basé à Gorinchem, en Hollande méridionale.
Bien qu'il s'agisse d'un grand groupe international opérant dans 120 pays, il reste une entreprise familiale privée.
Damen Shipyards Group est une entreprise opérant au niveau mondial, avec plus de 50 chantiers navals, chantiers de réparation et entreprises connexes - ainsi que de nombreux chantiers partenaires qui peuvent construire les navires Damen localement. Depuis 1969, il a conçu et construit plus de 5 000 navires et en livre jusqu'à 150 par an. Avec plus de 30 chantiers navals et entreprises connexes dans le monde entier, Damen participe à la construction de navires ainsi qu'à des activités d'entretien et de réparation. Elle dispose d'une large gamme de produits, notamment des remorqueurs, des bateaux de travail, des patrouilleurs, des cargos, des dragues, des méga yachts et des ferries rapides. La conception et l'ingénierie des produits sont réalisées en interne et un large éventail de modèles est disponible.

## Histoire

### Vue d'ensemble
Damen a été créé en 1927 dans la ville de Hardinxveld-Giessendam aux Pays-Bas par Jan et Marinus Damen. Les deux frères ont dirigé pendant des décennies un chantier naval prospère, principalement orienté vers les Pays-Bas. Au fil des ans, ils ont réussi à se constituer une petite clientèle, mais fidèle.
Le chantier naval Damen Hardinxveld, situé à environ 10 km du siège du groupe Damen à Gorinchem, existe toujours aujourd'hui. Il est spécialisé dans la conception et la construction de bateaux de travail, en particulier les "multi cats" et les "shoalbusters".
En 1969, le fils de Jan Damen, Kommer Damen, a pris la relève. En plus de construire des bateaux fiables à un prix abordable, Kommer Damen a eu une idée révolutionnaire : la standardisation et la production en série de bateaux de travail. Pour que cette vision devienne réalité, il a eu besoin du soutien de plusieurs fournisseurs et clients clés, dont la plupart entretiennent encore aujourd'hui une relation étroite avec Damen.

### L'exclusion de la Banque mondiale
Le 16 mars 2016, le Groupe de la Banque mondiale a annoncé la radiation des chantiers navals Damen de Gorinchem pour 18 mois. Comme indiqué dans un communiqué de presse sur le site officiel de la Banque mondiale : "La société s'est livrée à une pratique frauduleuse dans le cadre du Programme régional des pêches pour l'Afrique de l'Ouest".
La sanction fait suite à un accord entre la Banque mondiale et Damen Shipyards Gorinchem, d'où une suspension réduite de 18 mois, comme indiqué : "Damen a coopéré à l'enquête de la Banque mondiale et a pris des mesures correctives, notamment en renforçant son programme de conformité des entreprises".

## Statistiques
Les chiffres clés et les statistiques du groupe Damen Shipyards en 2015 sont inclus :
Chiffre d'affaires annuel : 2,1 milliards d'euros
Groupe de chantiers navals Damen : 32 chantiers dans le monde
- Aux Pays-Bas : 14
- A l'étranger : 18

Employés : 9 000 dans le monde
- Les Pays-Bas : 3 000
- International : 6 000

Livraisons annuelles en 2015 : 180
- Remorqueurs/Bateaux de travail : 82

Navires de haute mer : 8
- Embarcations à grande vitesse et ferries : 62
- Ponton et barges : 10
- Dragage & Spécial : 15
- Navires et yachts : 5
- Coques de stock : >200

Nombre total de livraisons depuis 1969 :
- 6 000 navires

Chiffres clés Damen Shiprepair & Conversion 2015
Chiffre d'affaires annuel (2015) : 500 millions EUR
Damen Shiprepair & Conversion : 15 chantiers dans 6 pays
- 40 cales sèches
- Le plus grand dock 420 80m

Employés : 1 500
Projets réalisés (2015) : >1 500 projets de réparation, d'entretien, de réaménagement et de conversion

### Divisions
- Damen Shipyards Gorinchem - à Gorinchem, un membre indépendant de Damen Shipyards Group.
- Royal Schelde: division des navires de guerre
- Division Amels ; division Superyacht[2]

## Produits

### Navires de guerre
- Corvettes (classe Sigma)
- Frégates (classe De Zeven Provinciën, classe Kortenaer, classe Karel Doorman)
- Patrouilleurs (classe Holland, patrouilleur Damen Stan)
- Transport de chalands de débarquement, (classe Rotterdam)
- Dragueur de mines (classe Alkmaar)

### Les transporteurs

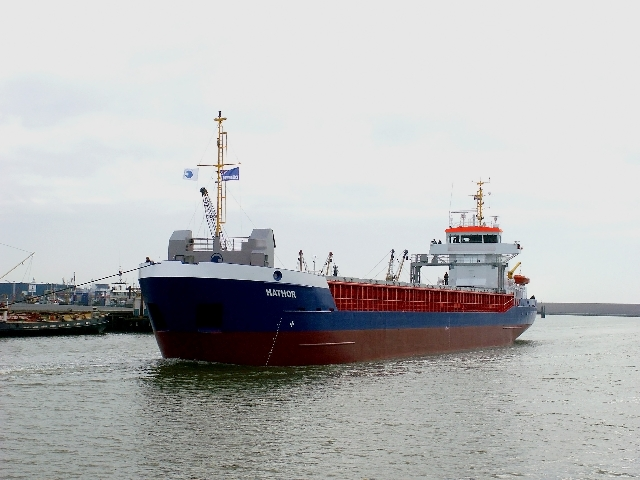
Damen
Combi Freighter 3850 MS Hathor

- Navires porte-conteneurs (Damen Container Feeder)
- Pétroliers (Damen Tanker)
- Navire de transport lourd (Damen HLV)
- Navire de marchandises (Damen Combi Freighter et Combi Coaster)

### Navires à passagers
- Catamarans
- Superyachts

(v. Liste des plus grands yachts)
- Rouliers : MV Veteran & MV Legionnaire (2015-2016)

## Clients récents des patrouilleurs

### Garde côtière américaine
Le cutter de sauvetage rapide (FRC-B) des garde-côtes américains (US Coast Guard), d'une longueur de 47 m et d'une vitesse supérieure à 28 nœuds (52 km/h), est basé sur le modèle Damen 4708 et sera construit par les chantiers navals Bollinger Shipyards de Lockport, en Louisiane. Le contrat ferme à prix fixe pour le premier navire est d'une valeur de 88 millions d'euros (120 millions de dollars US) ; la valeur maximale approximative du contrat, si toutes les options sont exercées pour un total de 34 patrouilleurs, est de 1,5 milliard d'euros (2 milliards de dollars) sur une période de six à huit ans.

### Garde côtière canadienne
Le 2 septembre 2009, le ministère des Travaux publics et des Services gouvernementaux du Canada a annoncé que neuf patrouilleurs semi-hauturiers basés sur une version "canadianisée" du Damen Stan Patrol 4207 seraient construits par Irving Shipbuilding à Halifax, en Nouvelle-Écosse, pour être utilisés par la Garde côtière canadienne en collaboration avec la Gendarmerie royale du Canada. Le ministère canadien des Pêches et des Océans voulait à l'origine douze patrouilleurs,.

### Garde-côtes de la Force de défense de la Jamaïque (JDF)
Le 27 octobre 2005, les garde-côtes de la JDF ont mis en service le HMJS Cornwall, le premier de trois Damen 4207 (appelé classe County par la JDFCG). Le deuxième navire de la classe "County", le HMJS Middlesex, a été mis en service le 7 avril 2006. Le troisième et dernier navire, le HMJS Surrey, a été mis en service le 26 juin 2007. Les navires sont appelés "County class" car ils portent le nom des trois comtés de la Jamaïque.
Le 25 juin 2020, les garde-côtes de la JDF ont mis en service le HMJS Nanny of the Maroons, un Damen FCS 5009 Cutter.Le navire porte le nom du héros national jamaïcain Nanny des Marrons.

### Police maritime de Hong Kong
La région marine de la police de Hong Kong fait construire par Damen des patrouilleurs Stan 2600.
Les bateaux Damen Mk I ont été utilisés à Hong Kong et sont maintenant retirés après la livraison des patrouilleurs de la classe Keka.

### Garde côtière équatorienne
En novembre 2011, les garde-côtes équatoriens ont commandé des patrouilleurs Damen Stan 2606, qui seront construits en Équateur par Astinave.

### Garde-côtes du Vietnam
Le groupe Damen a déjà livré quelques patrouilleurs Damen Stan 4207 pour des missions de recherche et de sauvetage.
Les garde-côtes vietnamiens ont également coopéré avec le groupe Damen pour construire de grands navires sous licence néerlandaise, tels qu'un patrouilleur hauturier 9014, un navire de recherche hydrographique 6613, quatre remorqueurs de sauvetage 6412,. Ces navires seront construits au Vietnam par la société Song Thu.

### Les garde-côtes de Trinidad et Tobago
Le groupe Damen a déjà livré 3 des 12 navires achetés par les garde-côtes de Trinidad et Tobago. Un patrouilleur côtier (CPV) CG 25, un intercepteur (navire) et des navires de ravitaillement ont été livrés en juillet pour renforcer la sécurité des frontières et mettre fin à l'entrée illégale d'armes, de munitions et de drogues dans le pays.

## Sociétés du groupe
Damen est un grand groupe. Certaines des sociétés du groupe sont :
- Amels
- Damen Anchor and Chain Factory (AKF)
- Damen Green Solutions
- Damen Dredging Equipment
- Damen Marine Components
- Damen Marine Services
- Damen Schelde Marine Services
- Damen Schelde Naval Shipbuilding
- Damen Shiprepair Amsterdam
- Damen Shiprepair Harlingen
- Damen Shiprepair Rotterdam
- Damen Shiprepair Vlissingen
- Damen Shipyards Bergum
- Damen Shipyards Cape Town
- Damen Shipyards Den Helder
- Chantier naval de Galați
- Damen Shipyards Gorinchem
- Damen Shipyards Hardinxveld
- Damen Shipyards Koźle
- Damen Shipyards Singapore
- Damen Trading
- Damen Maaskant Shipyards Stellendam
- Damen Shiprepair Oranjewerf
- Damen Shiprepair Van Brink Rotterdam
- Damen Shiprepair Dunkerque
- Damen Verolme Rotterdam
- Nakilat Damen Shipyards Qatar[12]
- Damen Engineering Gdansk
- Marine Design Engineering Mykolayiv (MDEM)